# 神経原説
神経原説（しんけいげんせつ）とは、イギリスの医師トーマス・ウィリスが1664年に提唱した循環における学説である。

## 内容
心臓は、自律的に動くのではなく神経によって支配され、動かされるという説で、従来の医学界から信じられていた。血管も筋肉ではなく、神経により支配され収縮するという考え方であった。1754年にアルブレヒト・フォン・ハラーが筋原説を提唱すると、医学界では100年以上にわたり、論争となった。1906年に田原淳が田原結節を発見し、心臓は神経ではなく、筋肉によって動かされることが証明されたため神経原説ではなく、筋原説が証明された。